# 羅伯特·古德威爾
羅伯特·古德威爾（英語：Robert Goodwill，1956年12月31日—）是一位英格蘭政治人物，他的黨籍是保守黨。自2005年開始，他擔任斯卡伯勒和惠特比選區選出的英國下議院議員。他是一個歐洲懷疑主義者。